# Triclaria malachitacea
Vẹt bụng lam hay Vẹt bụng tía (danh pháp hai phần: Triclaria malachitacea) là loài duy nhất trong chi Triclaria, thuộc họ Psittacidae.. Nó thường được xem là loài đặc hữu rừng Đại Tây Dương ẩm ướt ở đông nam Brasil, nhưng cũng có hai ghi nhận được xác nhận từ Misiones ở Argentina. Nó hiện diện ở độ cao lên đến 1000 m. (3300 ft).
Nó là một loài vẹt có đuôi tương đối dài, với tổng chiều dài khoảng 28 cm. Nó có màu xanh lá cây tổng thể và mỏ có màu trắng. Con trống có các mảng màu tía-lục trên bụng. 
Đã được ghi lại cho ăn vào hạt, trái cây, nụ hoa, mật và một số côn trùng. Tổ được xây trong hốc của một cây lớn hoặc cọ. Nó làm tổ giữa tháng chín (tháng 10 ở Rio Grande do Sul) và tháng 1. Cặp chim làm tổ có tính lãnh thổ cao trong mùa sinh sản.
Phần lớn độ che phủ rừng ban đầu trong phạm vi của nó đã bị chặt bỏ để trồng các loại cây như cây thuốc lá và chuối. Ngày nay loài này chủ yếu là giới hạn dải rừng còn sót lại trên các sườn dốc và rặng núi, trong đó bao gồm ít hơn so với 10% của phạm vi ban đầu. Trước đây, người ta tin rằng 5.000-10.000 cá thể vẹt này còn sống sót, nhưng bằng chứng gần đây cho thấy rằng có khoảng 10.000 con tồn tại chỉ riêng trong tiểu bang Rio Grande do Sul. Quần thể đáng kể cũng tồn tại trong các tiểu bang Rio de Janeiro và São Paulo, không có số liệu điều tra số lượng. Tuy nhiên, con số này được cho là suy giảm trong suốt phạm vi của nó do môi trường thay đổi hơn nữa. Việc mua bán loài vẹt này làm chim nuôi không được coi là một mối đe dọa lớn vào thời điểm này, chỉ có một số nhỏ bị bắt giữ cho thị trường địa phương, nhưng số lượng tuy nhiên khá đã được đưa đến Hà Lan năm 1970-năm 1980. Nó hiện diện trong 14 khu vực được bảo vệ.